# يانا نيدلي
يانا نيدلي (بالإنجليزية: Jana Nejedly)‏ مواليد 9 يونيو 1974 في براغ، هي لاعبة كرة مضرب كندية سابقة بدأت مسيرتها كمحترفة سنة 1994 وكانت تلعب باليد اليمنى، اعتزلت اللعب في 2003 يوليو 2012. أعلى تصنيف لها في الفردي كان المركز الـ 64 في سنة 2000. أعلى تصنيف لها في الزوجي كان المركز الـ 227 في سنة 1996.

## روابط خارجية
- يانا نيدلي على موقع رابطة محترفات التنس (الإنجليزية)
- يانا نيدلي على موقع الاتحاد الدولي لكرة المضرب (الإنجليزية)
- يانا نيدلي على موقع كأس بيلي جين كينغ (الإنجليزية)
- يانا نيدلي على موقع بطولة ويمبلدون (الإنجليزية)
- يانا نيدلي على موقع خلاصة التنس.كوم (الإنجليزية)
- يانا نيدلي على موقع اللجنة الأولمبية الدولية (الإنجليزية)
- يانا نيدلي على موقع أوليمبيديا (الإنجليزية)
- يانا نيدلي على موقع اللجنة الأولمبية الكندية (الإنجليزية)